# Lycosa perinflata
Lycosa perinflata är en spindelart som beskrevs av Robert Henry Pulleine 1922. Lycosa perinflata ingår i släktet Lycosa och familjen vargspindlar.
Artens utbredningsområde är Sydaustralien. Inga underarter finns listade i Catalogue of Life.